# Skin Deep (пісня Шер)
«Skin Deep» — рок-пісня, спочатку написана в 1986 році для японської співачки-піснярки CINDY Марком Ґолденбергом і Джоном Ліндом, а потім перероблена і записана американською співачкою та акторкою Шер для її вісімнадцятого студійного альбому «Cher (альбом, 1987)|Cher» 1987 року. Пісня вийшла випущений як третій і останній сингл альбому в середині 1988 року.

## Оцінки
Оглядач Хосе Ф. Проміс із AllMusic описав пісню як «клубний хіт із майже забутою танцювальною пісенькою Мадонни „Skin Deep“ (радикальний відхід від інших пісень альбому, але безсумнівна родзинка)».

## Список треків
- 'Американський і Європейський 7-дюймовий LP та касетний сингл'

1. «Skin Deep» (Edit/Remix) — 3:54
2. «Perfection» — 4:28

- 'Американський 12-дюймовий LP сингл'

1. «Skin Deep» (Extended Dance Mix) — 7:48
2. «Skin Deep» (Dub) — 5:40
3. «Skin Deep» (Bonus Beats) — 3:40
4. «Perfection» — 4:28

- Європейський 12-дюймовий LP і CD сингл''

1. «Skin Deep» (Extended Dance Mix) — 7:48
2. «Skin Deep» (Dub) — 5:40
3. «Perfection» — 4:28

## Чарти
| Чарт (1988)                            | Позиція |
| -------------------------------------- | ------- |
| США (Billboard Hot 100)                | 79      |
| США (Hot Dance Club Songs) (Billboard) | 41      |